# Кодзіруйен
Кодзіруєн (яп. 古事類苑, こじるいえん, «Сад старожитностей») — японський тематичний енциклопедичний словник періоду Мейдзі. Кожна стаття цього словника супроводжується розлогими цитатами текстів домейдзійської доби, що присвячені різносторонньому опису предмету статті.

## Короткі відомості
Укладання словника розпочалася з 1879 року у Міністерстві культури Японії. Цю справу продовжили Токійська академія, Інститут вивчення монархічного канону та Управління святилища Ісе при Міністерстві внутрішніх справ Японії. Остаточно словник було упорядковано 1907 року. Його обсяг склав 1000 томів. В процесі укладання розпочалось видавництво словника, яке тривало з 1896 по 1914 роки. У японській гарнітурі «Кодзіруєн» становив 350 книг, а у європейській — 51. 
Зміст словника було розбито по 30 тематичних розділах:
| №  | Українською                  | Японською    |
| -- | ---------------------------- | ------------ |
| 1  | Розділ Неба                  | 天部         |
| 2  | Розділ Часу                  | 歳時部       |
| 3  | Розділ Землі                 | 地部         |
| 4  | Розділ Божеств Неба і Землі  | 神祇部       |
| 5  | Розділ Імператорів і Ванів   | 帝王部       |
| 6  | Розділ Посад і Рангів        | 官位部       |
| 7  | Розділ Наділів і Жалувань    | 封禄部       |
| 8  | Розділ Політики              | 政治部       |
| 9  | Розділ Законів               | 法律部       |
| 10 | Розділ Грошей                | 泉貨部       |
| 11 | Розділ Мір і Ваг             | 称量部       |
| 12 | Розділ Дипломатії            | 外交部       |
| 13 | Розділ Військової Справи     | 兵事部       |
| 14 | Розділ Бойових Мистецтв      | 武技部       |
| 15 | Розділ Медицини і Ворожби    | 方技部       |
| 16 | Розділ Релігій               | 宗教部       |
| 17 | Розділ Літератури            | 文学部       |
| 18 | Розділ Церемоній             | 礼式部       |
| 19 | Розділ Музики і Танців       | 楽舞部       |
| 20 | Розділ Людей                 | 人部         |
| 21 | Розділ Прізвищ та Імен       | 姓名部       |
| 22 | Розділ Промисловості         | 産業部       |
| 23 | Розділ Одягу та Прикрас      | 服飾部       |
| 24 | Розділ Напоїв та Їжі         | 飲食部       |
| 25 | Розділ Житла                 | 居処部       |
| 26 | Розділ Знарядь               | 器用部       |
| 27 | Розділ Розваг                | 遊戯部       |
| 28 | Розділ Тварин                | 動物部       |
| 29 | Розділ Рослин                | 植物部       |
| 30 | Розділ Металів і Мінералів   | 金石部       |
| 31 | Загальний покажчик та індекс | 総目録・索引 |

Статті кожного розділу супроводжувались загальним визначенням та цитатами з текстів другої половини 9 — середини 19 століття, що роз’яснювали предмет статті.
«Кодзіруєн» — перша масштабна спроба японських науковців, переважно представників філософської течії кокуґаку, уніфікувати знання про всесвіт японською мовою на озонові японських і перекладних джерел.

### Цифрові бібліотеки
- Національний інститут японської літератури. Факсимільне видання «Кодзіруєна». [Архівовано 11 Грудня 2013 у Wayback Machine.](яп.)
- Міжнародний центр досліджень японської культури. Проект оцифровки «Кодзіруєна». [Архівовано 16 Листопада 2007 у Wayback Machine.](яп.)
- Національна парламентська бібліотека Японії. Факсимільне видання «Кодзіруєна».(яп.)

### Видання
- 古事類苑 / 神宮司廳編. — 宇治山田: 神宮司廳, 1896—1914.
- 古事類苑 / 神宮司廳編. 普及版. — 東京 : 古事類苑刊行會, 1931—1936
- 古事類苑 / 神宮司廳編. 1 天部 歳事部 - 51 総目録 索引. 3版[縮刷]普及版. — 東京 : 吉川弘文館, 1969—1971.
- 古事類苑 / 神宮司廰編. 1 天部 歳事部 - 51 総目録 索引. 5版 [縮刷]普及版. — 東京　吉川弘文館, 1982—1985.
- 古事類苑 / 神宮司廳編. 1 天部 歳事部 - 51 総目録 索引. 6版 [縮刷]普及版第二次. — 東京 : 吉川弘文館, 1995—1998.